# Bahnhof Balingen (Württ)
Der Bahnhof Balingen (Württ) ist ein Trennungsbahnhof an der Bahnstrecke Tübingen–Sigmaringen (Zollern-Alb-Bahn 1) in der baden-württembergischen Stadt Balingen, der Kreisstadt des Zollernalbkreises. Im Bahnhof zweigt die Bahnstrecke Balingen–Rottweil (Zollern-Alb-Bahn 3) ab, die aktuell nur im Touristik- und Güterverkehr betrieben wird.

## Geschichte
Der Bahnhof Balingen wurde 1874 mit der Fertigstellung des Teilstücks Hechingen–Balingen eröffnet. Erst mit der Inbetriebnahme des Abschnitts Balingen–Sigmaringen 1878 wurde er zum Durchgangsbahnhof. 1911 wurde aus ihm mit der Eröffnung des Abzweiges nach Schömberg, später nach Rottweil verlängert, ein Trennungsbahnhof. Der Bahnhof prägte die Stadtentwicklung Balingens maßgeblich. Noch errichtet auf einer Freifläche nördlich der Stadt, dehnte sich die Stadt fortan nach Norden aus und der Bahnhof war bald von Wohngebäuden, Hotels und Industriebetrieben umschlossen. Die Bahnhofstraße entwickelte sich zur Hauptverkehrsachse.

### Ausblick
Der Zweckverband Regional-Stadtbahn Neckar-Alb plant, den Bahnhof im Rahmen des Projekts Regional-Stadtbahn Neckar-Alb zu elektrifizieren und zu modernisieren. Dabei soll der Bahnhof mit Kombinationsbahnsteigen mit abschnittsweise unterschiedlichen Bahnsteighöhen von 76 Zentimetern für Regional-Express-Züge der Linie RE 6a sowie von 55 Zentimetern für die Regional-Stadtbahn-Züge ausgestattet und der höhengleiche Reisendenzugang durch eine Unter- oder Überführung ersetzt werden.

## Empfangsgebäude und Bahnhofsgelände

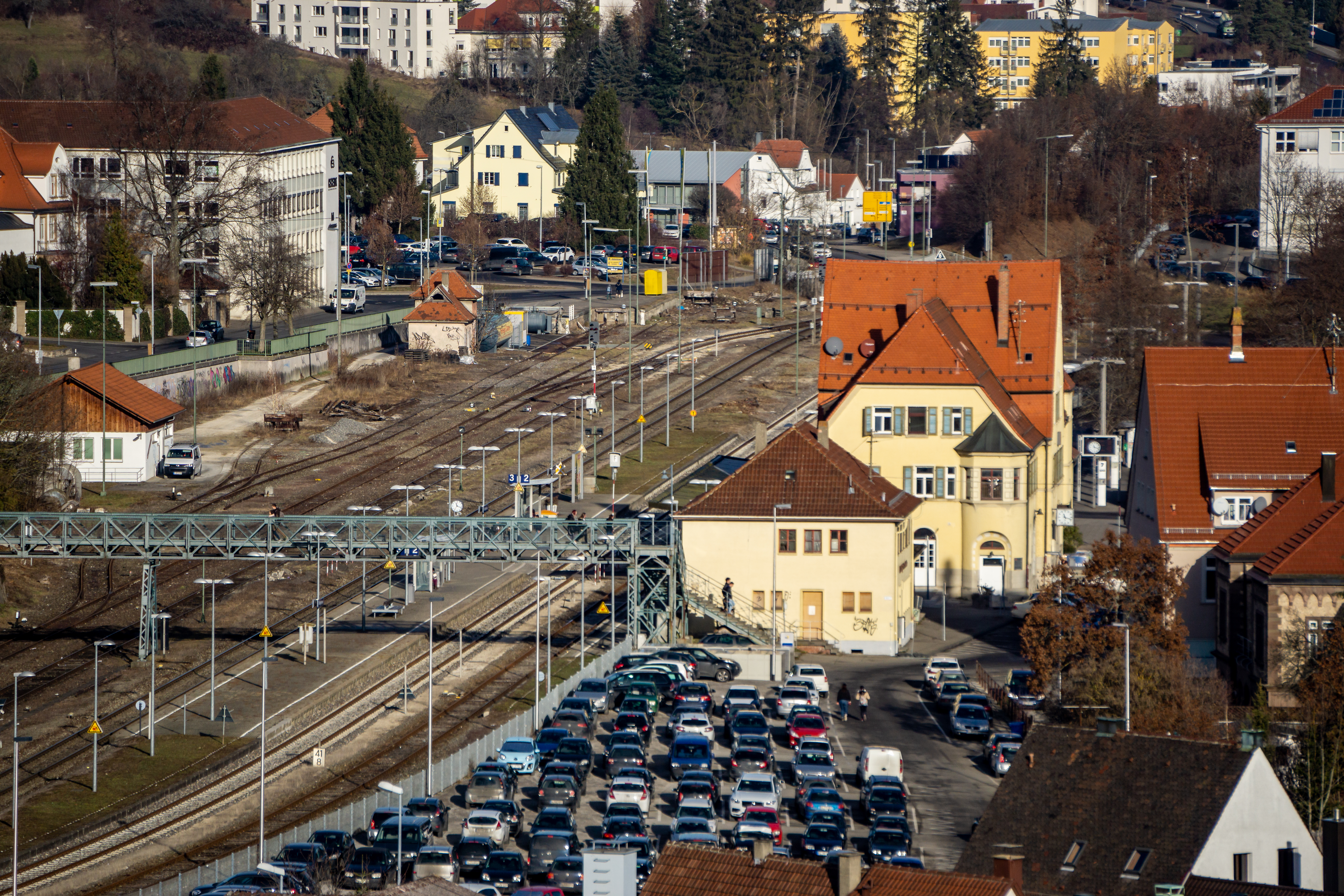
Blick vom Turm der Stadtkirche auf das Bahnhofsgelände

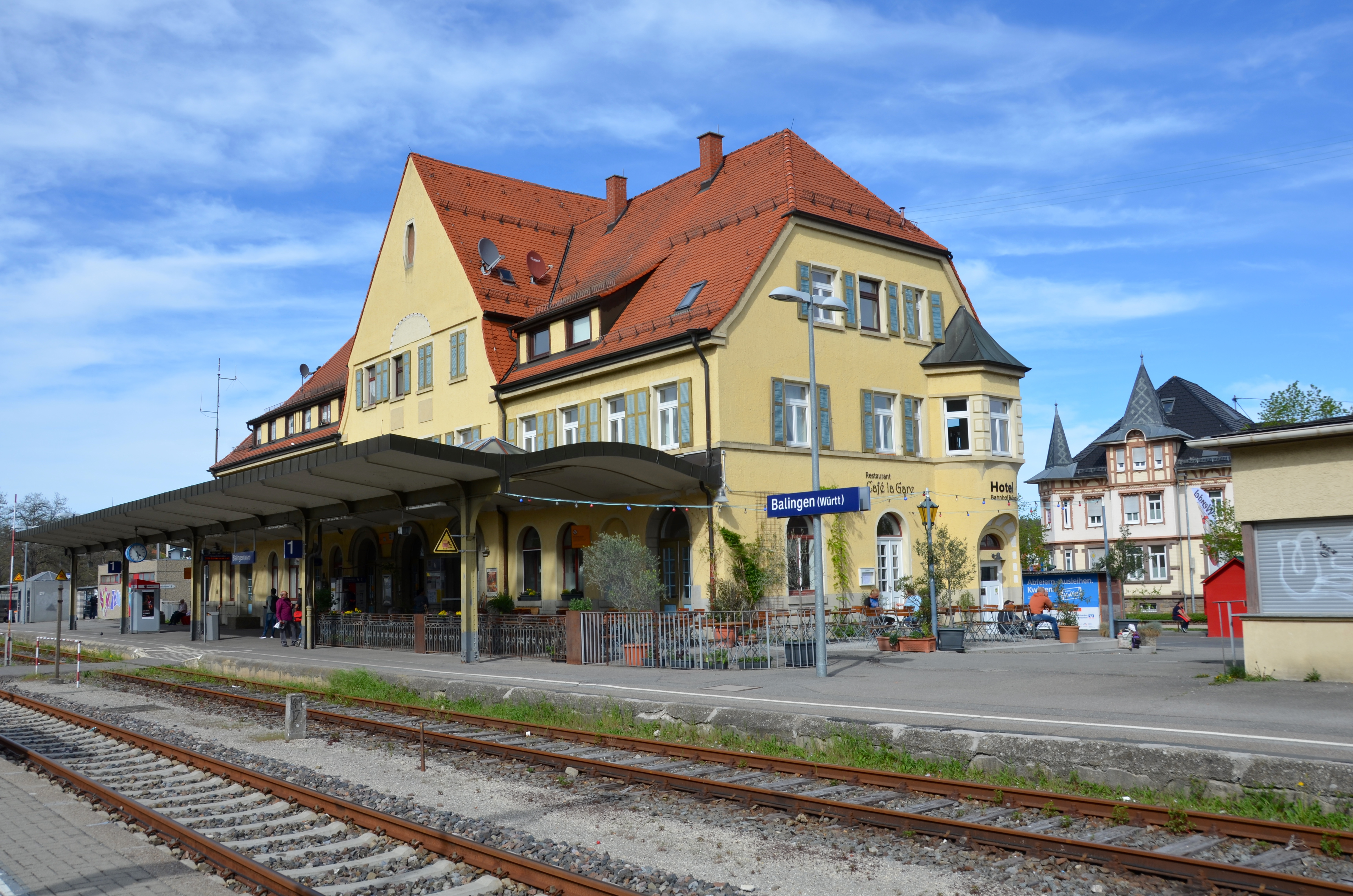
Gleisseite

Bei der Eröffnung des Bahnhofs diente lediglich eine eingeschossige Holzbaracke als Empfangsgebäude. Dieses Provisorium wurde erst 1911 mit Eröffnung der Strecke nach Schömberg durch das heutige Empfangsgebäude ersetzt. In diesem Zuge wurde zudem der Bahnübergang zwischen der Straße Am Lindle und der Geislinger Straße südlich des Bahnhofs beseitigt und der heutige Fußgängersteg am südlichen Rand des Bahnhofs errichtet. Der Bahnübergang zwischen der Bahnhofstraße und der heutigen Albrechtstraße nördlich des Bahnhofs wurde Ende des 20. Jahrhunderts ebenfalls beseitigt.
Das Empfangsgebäude, ein ein- bis zweigeschossiger, verputzter Gruppenbau mit Mittelrisalit, Erkern, Krüppelwalmdächern und Zwerchgiebeln sowie einer Bahnsteigüberdachung, wurde nach Plänen des Architekten W. Fuchs aus Stuttgart errichtet und ist ein geschütztes Kulturdenkmal. In seiner ursprünglichen Form befand sich ein Türmchen auf dem Dachfirst, welches allerdings nicht mehr erhalten ist.
Nach der Renovierung des Bahnhofsgebäudes, die ab 2016 durch private Investoren erfolgte, teilen sich die Räume das Café la Gare, das Hotel Bahnhof Balingen, die DB-Agentur und die E-Bike/Fahrrad-Station. Bei der Renovierung wurden im heutigen Café die historischen Stuckdeckenelemente und das Eukalyptusparkett wieder freigelegt. Bis zur Gartenschau 2023 soll der Bahnhofsvorplatz saniert sowie autofrei und fußgängerfreundlich umgestaltet werden.
Der Bahnhof verfügt über zwei Bahnsteige mit insgesamt drei Gleisen. Der Mittelbahnsteig zwischen den Gleisen 2 und 3 wird durch einen asphaltierten Übergang über die Gleise 1 und 2 erreicht. Bei ein- und ausfahrenden Zügen auf diesen Gleisen wird die dazwischenliegende Schranke manuell geschlossen. Die Züge nach Tübingen und Sigmaringen halten an den Gleisen 2 und 3, während das Rad-Wander-Shuttle nach Schömberg an Gleis 1 abfährt.
Auf dem Bahnhofsgelände liegen drei weitere Gleise, welche dem Güterverkehr, insbesondere dem Fahrtrichtungswechsel der aus Schömberg kommenden Güterzüge, dienen. Die Gebäude der ehemaligen Güterabfertigung sowie des Lokomotivbahnhofs mit einigen Nebengleisen wurden ebenso wie das Stellwerk zwischenzeitlich abgebrochen. Neben dem Empfangsgebäude befindet sich die frühere Bahnhofsgaststätte, welche allerdings dem Verfall preisgegeben ist.

## Betrieb

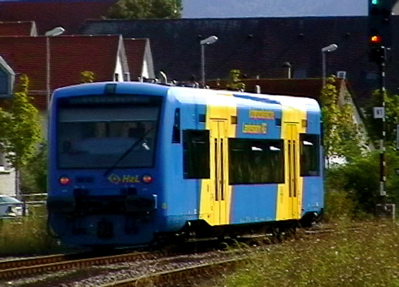
Stadler Regio-Shuttle als Rad-Wander-Shuttle der HzL

Bis 1975 wurde die Strecke hauptsächlich mit Dampflokomotiven der DB-Baureihe 50 angefahren, seither wurde auf Dieselzüge, zunächst Schienenbusse, ab 1988 auf Triebwagen der DB-Baureihe 628 umgestellt. Heute verkehren im Nahverkehr auf der Linie RB 66 Triebwagen des Typs Lint 54 der Hohenzollerischen Landesbahn, seit 2018 ein Verkehrsbetrieb der SWEG, welche zum Fahrplanwechsel im Dezember 2020 die langjährig eingesetzten Stadler Regio-Shuttle RS 1 ersetzten. Zudem verkehrt der Regional-Express der Linie RE 6a mit der DB-Baureihe 612, betrieben durch DB Regio. Ein Anschluss an den Fernverkehr besteht nicht.
Seit 2002 verkehrt zwischen Balingen und Schömberg in der Sommersaison (1. Mai bis Mitte Oktober) an Sonn- und Feiertagen das Rad-Wander-Shuttle, ab der Saison 2021 ebenfalls mit Fahrzeugen des Typs Lint 54 der Hohenzollerischen Landesbahn.
| Linie | Verlauf | Takt                                                          | Strecken | Betreiber                              |
| ----- | --- | ------------------------------------------------------------- | --- | -------------------------------------- |
| RE 6A | Stuttgart – Tübingen – Mössingen – Hechingen – Balingen (Württ) – Albstadt-Ebingen – Sigmaringen – Herbertingen – Aulendorf           | 120 Minuten                                                   | Filstalbahn, Bahnstrecke Plochingen–Immendingen, Bahnstrecke Tübingen–Sigmaringen, Bahnstrecke Ulm–Sigmaringen, Bahnstrecke Herbertingen–Isny | DB ZugBus Regionalverkehr Alb-Bodensee |
| RB 66 | Tübingen – Dußlingen – Nehren – Mössingen – Bodelshausen – Hechingen – Bisingen – Balingen (Württ) – Albstadt-Ebingen (– Sigmaringen) | 60 Minuten (nach Albstadt), 120 Minuten (nach Sigmaringen)    | Bahnstrecke Tübingen–Sigmaringen | SWEG Südwestdeutsche Landesverkehrs-AG |
| RB 69 | Balingen (Württ) – Endingen (Württ) – Erzingen (Württ) – Dotternhausen-Dormettingen – Schömberg Stausee – Schömberg (b Balingen)      | 120 Minuten (nur an Sonn- und Feiertagen in der Sommersaison) | Bahnstrecke Balingen–Rottweil | SWEG Südwestdeutsche Landesverkehrs-AG |

(Stand: 15. Dezember 2024)